# (35674) 1998 VC32
(35674) 1998 VC32 est un objet de la ceinture principale d'astéroïdes intérieure de 2,031 km de diamètre découvert en 1998.

## Description
(35674) 1998 VC32 a été découvert le 14 novembre 1998 à l'observatoire Magdalena Ridge, situé dans le comté de Socorro, au Nouveau-Mexique (États-Unis), par le projet Lincoln Near-Earth Asteroid Research (LINEAR).

### Caractéristiques orbitales
L'orbite de cet astéroïde est caractérisée par un demi-grand axe de 1,92 ua, un périhélie de 1,72 ua, une excentricité de 0,10 et une inclinaison de 20,12° par rapport à l'écliptique. Du fait de ces caractéristiques, à savoir un demi-grand axe inférieur à 2 ua et un périhélie supérieur à 1,666 ua, il est classé, selon la JPL Small-Body Database, objet de la ceinture principale d'astéroïdes intérieure.

### Caractéristiques physiques
(35674) 1998 VC32 a une magnitude absolue (H) de 15,7 et un albédo estimé à 0,356, ce qui permet de calculer un diamètre de 2,031 km. Ces résultats ont été obtenus grâce aux observations du Wide-Field Infrared Survey Explorer (WISE), un télescope spatial américain mis en orbite en 2009 et observant l'ensemble du ciel dans l'infrarouge, et publiés en 2011 dans un article présentant les premiers résultats concernant les astéroïdes de la ceinture principale.